# Rhinogobius duospilus
Cá bống rạ hay còn gọi là cá bống rạng (Danh pháp khoa học: Rhinogobius duospilus) là một loài cá bống nước ngọt thuộc họ Oxudercidae, chúng cũng là là loài cá cảnh. Ở Việt Nam, tháng Ba chỉ là mùa chính của loại bống rạ, phổ biến nhất sống ở vùng lợ nhẹ, kích thước cũng được coi là lớn nhất.

## Đặc điểm
Loại bống này thân thuôn dài, đầu hơi nhọn nhưng miệng rộng ngoác, chúng thường xòe bộ vây rộng ẩn trong những khe đá, hốc đất nơi nước chảy. Khi thấy con mồi ngúng nguẩy bơi qua, mắt bống long lên và sử dụng một cú lao là con mồi đã chui vào tận bụng của nó, khi câu bống rạ, người ta thường lấy mồi tôm gai và phải rê khéo để lừa bống. Khác với cá bống ở sông, cá bống suối có thân hình thon nhỏ cỡ bằng ngón tay người lớn, dài chừng 10–15 cm, da có màu vàng xám, thịt chắc, thơm ngon.

## Ẩm thực
Cá bống suối là nguyên liệu để chế biến thành nhiều món ăn ngon. Hai món dễ làm nhất là nướng và nấu canh, cá bống suối tươi nướng than lửa tại chỗ ngon mềm ngọt, cá bống nấu canh với lá rau mương non mọc dọc theo bờ suối cũng là một món ngon, chỉ nấu nước suối với cá bống, lá rau mương, nêm ít muối hạt vẫn ngon, người sành ăn còn chế biến nhiều món hấp dẫn như kho tộ, chiên vàng, chưng tương, nấu canh chua...